# Kalinga (Philippines)
Pour les articles homonymes, voir Kalinga.
La province de Kalinga est une province des Philippines située dans le centre de l'île de Luçon.

## Préhistoire
Le site préhistorique de Kalinga a livré les plus anciennes traces de peuplement humain des Philippines, datées de 709 000 ans.

## Villes et municipalités
Municipalités
- Balbalan
- Lubuagan
- Pasil
- Pinukpuk
- Rizal
- Tanudan
- Tinglayan

Villes
- Tabuk